# ولدهایم، ساسکاچوان
ولدهایم، ساسکاچوان (به انگلیسی: Waldheim, Saskatchewan) یک شهرک در کانادا است که در ساسکاچوان واقع شده‌است. ولدهایم ۱٫۹۷ کیلومتر مربع مساحت و ۱٬۰۳۵ نفر جمعیت دارد.